# Teresa a celor Două Sicilii
Teresa Cristina (n. 14 martie 1822, Napoli, Regatul celor Două Sicilii – d. 28 decembrie 1889, Porto, Portugalia), supranumită "Mamă a brazilienilor", a fost soția împăratului Pedro al II-lea al Braziliei, care a domnit din 1831 până în 1889. Numele ei complet a fost Teresa Cristina Maria Giuseppa Gaspare Baltassare Melchiore Gennara Francesca de Padova Donata Bonosa Andrea d'Avelino Rita Luitgarda Geltruda Venancia Taddea Spiridione Rocca Matilde. Născută Prințesă a Regatului celor Două Sicilii, în prezent în sudul Italiei, a fost fiica regelui Francisc I al celor Două Sicilii și a infantei Doña Maria Isabella a Spaniei. A fost membră a ramurei italiene a Casei de Bourbon, numită Bourbon-Două Sicilii.

## Familie
Teresa Cristina a fost fiica Ducelui de Calabria, care mai târziu a condus Regatul celor Două Sicilii ca regele Francisc I. Prin tatăl ei, a fost membră a Casei de Bourbon-Două Sicilii, ramura italiană a bourbonilor spanioli. Teresa Cristina a fost descendentă a regelui Ludovic al XIV-lea al Franței pe linia masculină a nepotului său, Filip al V-lea al Spaniei. Mama Teresei Cristina a fost infanta Maria Isabel, fiica regelui Carol al IV-lea al Spaniei și sora mai mică a Carlota a Spaniei care s-a căsătorit cu regele Ioan al VI-lea al Portugaliei și deci bunica paternă a viitorului soț al Teresei Cristina.
Născută la 14 martie 1822 la Neapole, Teresa Cristina a devenit orfană când tatăl ei a murit în 1830. Mama ei a neglijat-o după ce s-a căsătorit cu un tânăr ofițer în 1839. A fost crescută în izolare, într-un mediu de superstiții religioase, intoleranță și conservatorism.

## Căsătorie

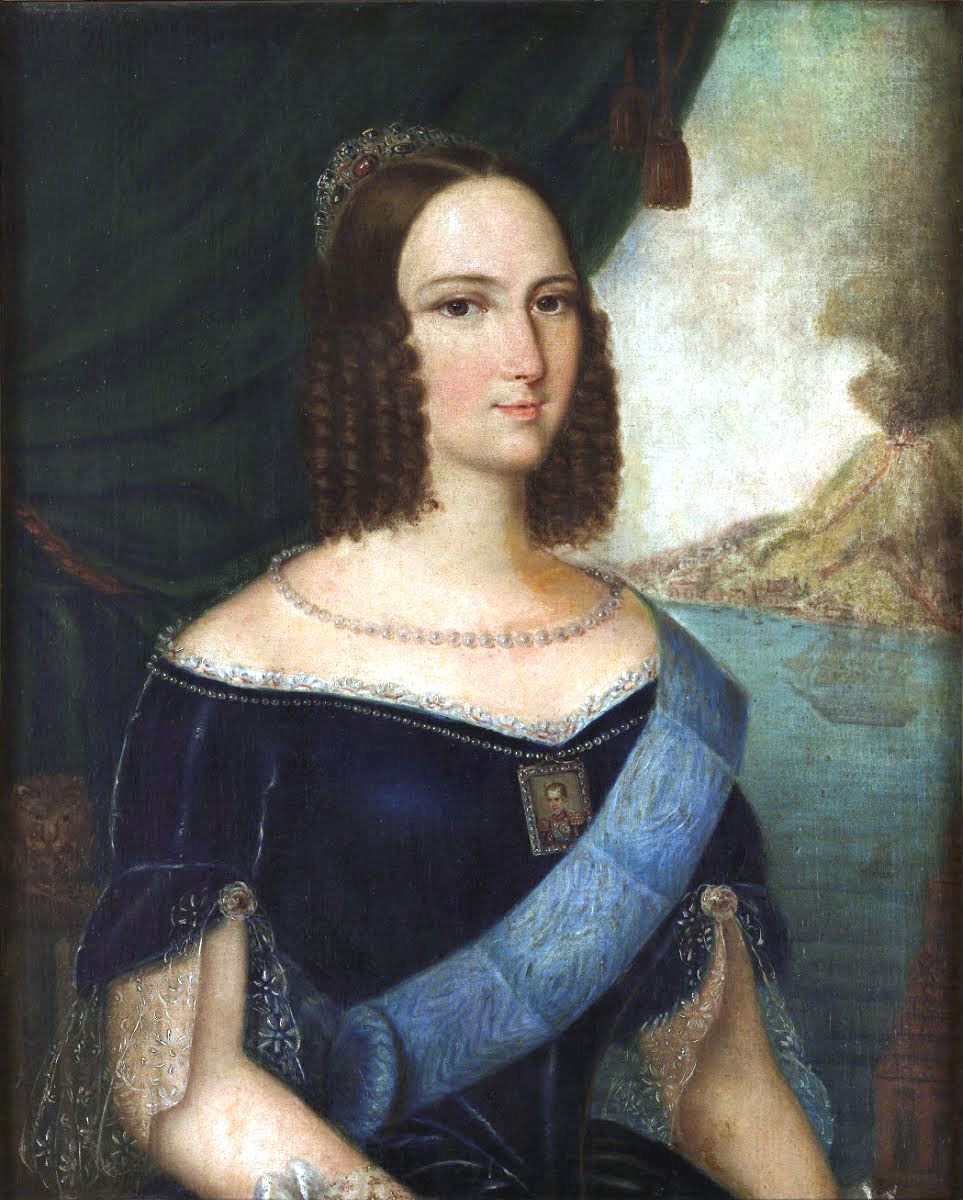
Falsul portret al Teresei Cristina care a fost trimis împăratului Pedro al II-lea pentru a accepta cererea în căsătorie.

Vincenzo Ramirez, ministru al Regatului celor Două Sicilii s-a întâlnit la Viena cu un reprezentant brazilian care căuta, fără succes, o mireasă pentru împăratul său, tânărul Pedro al II-lea. Caselor regale europene le era teamă ca tânărul Pedro ar putea dezvolta o personalitate ca cea a tatălui său, Pedro I, care era cunoscut pentru infidelitățile sale. Ramirez părea indiferent la acest aspect și a oferit mâna Teresei Cristina. Atașamentul romantic era secundar într-o epocă în care rolul unui consort regal era producerea de moștenitorii pentru soțul și națiunea ei. Perspectiva de a se căsători cu un împărat era o ocazie care nu trebuia pierdută.
Guvernul celor Două Sicilii a trimis lui Pedro al II-lea o pictură care descria o tânără femeie frumoasă, pe care el s-o accepte de soție. Împăratul a fost încântat de portret spunând că femeia din portret pare "o zână din basme". Potrivit istoricului James McMurtry Longo, portretul nu era al Teresei Cristina, ci a altcuiva. Atunci când "a descoperit decepția, era prea târziu". Din cauza multelor legături de consangvinitate, a fost necesară o dispensă de la Papa Grigore al XVI-lea. Permisia a fost obținută și, la 30 mai 1843, la Neapole a avut loc o căsătorie prin procură; Pedro a fost reprezentat de fratele miresei sale, Prințul Leopold, Conte de Siracuza.
O mică flotă braziliană compusă dintr-o fregată și două corvete a plecat în cele Două Sicilii la 3 martie 1843 pentru a o escorta pe noua împărăteasă a Braziliei.
 
Escadronul brazilian însoțit de o divizie navală napolitană a revenit la Rio de Janeiro cu Teresa Cristina la 3 septembrie 1843. Pedro s-a grăbit să urce la bordul navei pentru a-și saluta mireasa. Teresa Cristina s-a îndrăgostit de soțul ei la prima vedere. Era înalt, bine proporționat, blond, cu ochi albaștri, și l-a considerat frumos în ciuda unei pronunțări a maxilarului moștenit de la strămoșii săi habsburgi.

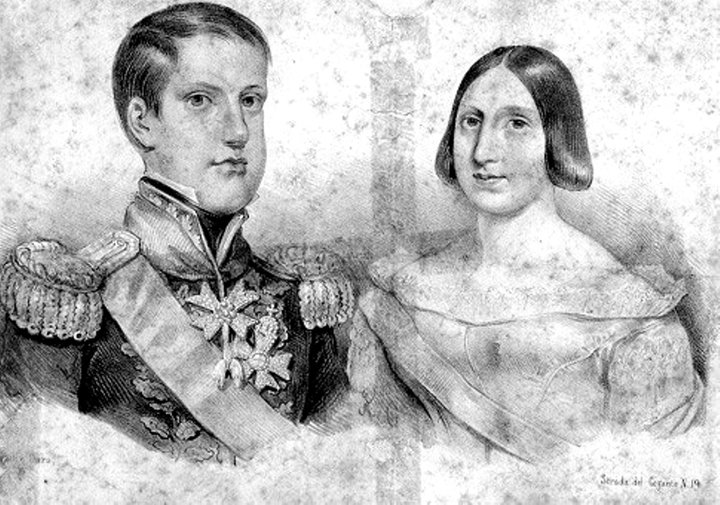
Cuplul imperial în anul nunții lor, 1843. Această litografie reprezintă un portret mai realistic al Teresa Cristina.

Tânărul de 17 ani a fost în mod clar dezamăgit. În ochii lui, Teresa Cristina părea mult mai în vârstă de 22 de ani, vârstă la care femeile din acea perioadă erau considerate în vârstă.

## Împărăteasă a Braziliei
Unul dintre principalele scopuri ale căsătoriei era asigurarea unui succesor și anunțul unei sarcini era așteptat. Cum lunile treceau fără ca anunțul să vină, oamenii au început să facă speculații despre motivul întârzierii, inclusiv întrebări legate de potența împăratului. Adevăratul motiv era diferit: împăratul nu-și plăcea mireasa și nu consumase relația.
În cele din urmă Teresa Cristina a cerut să fie trimisă înapoi în Italia, iar Pedro a cedat și relația lor conjugală a început. Chiar și așa, împăratul a continuat să-și trateze soția cu răceală.

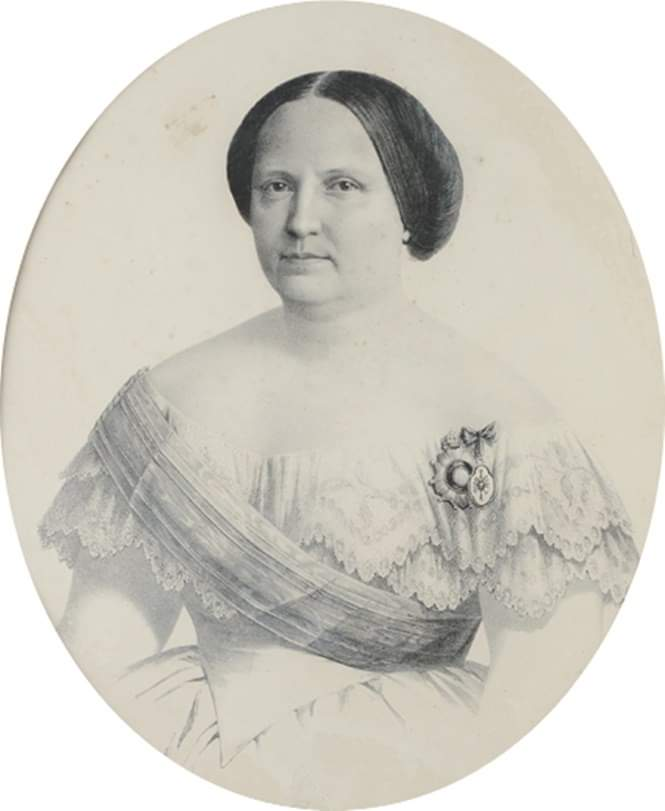
Teresa Cristina în jurul vârstei de 24 de ani, c. 1846.

Fratele mai mic al Teresei Cristina, Luigi, Conte de Áquila,  care a însoțit-o pe sora sa în Brazilia, s-a căsătorit cu sora lui Pedro, Januária. Pedro și cumnatul său nu s-au plăcut și de la mijlocul lunii iulie au încetat să mai vorbească unul cu celălalt. Personalitatea expansivă a contelui intra în conflict cu caracterul temperat al împăratului și înclinația contelui pentru plăceri frivole ofensa simțul datoriei și al proprietății a lui Pedro. Januária era îndrăgostită de soțul ei și contrastul dintre cele două cupluri l-a iritat pe împărat.
Duhovnicul lui Aquila i-a hrănit ambiția contelui și l-a încurajat să creeze propria sa facțiune printre curteni. Paulo Barbosa da Silva (administratorul palatului) a fost alarmat de acest lucru. El împreună cu Aureliano de Sousa e Oliveira Coutinho, Viconte de Sepetiba, au format un grup cunoscut sub numele de "Facțiunea curtenilor", care era alcătuit din funcționari cu rang înalt la palat și politicieni notabili. Ei au exercitat o puternică influență asupra lui Pedro al II-lea ani de zile și nu au permis rivali care să le conteste pozițiile.
Facțiunea curtenilor a încercat să exploateze ruptura familiei imperiale în propriul avantaj. Curtenii i-au făcut aluzii împăratului că Áquila complotează împotriva tronului, deși acest lucru nu era adevărat. Tânărul și nesigurul împărat a fost înclinat să accepte acest fapt iar contele a început să fie disprețuit și exclus de la curte. Áquila a reacționat plângându-se deschis față de lipsa de considerație și respect și a cerut în mod repetat împăratului să-i permită să călătorească în Europa. Când el și împăratul s-au certat public pe chestiuni legate da banchet, pentru evitarea unui scandal i s-a acordat rapid permisiunea de a pleca. Contele de Áquila și Januária au pornit de la Rio de Janeiro spre Europa la 23 octombrie 1844.

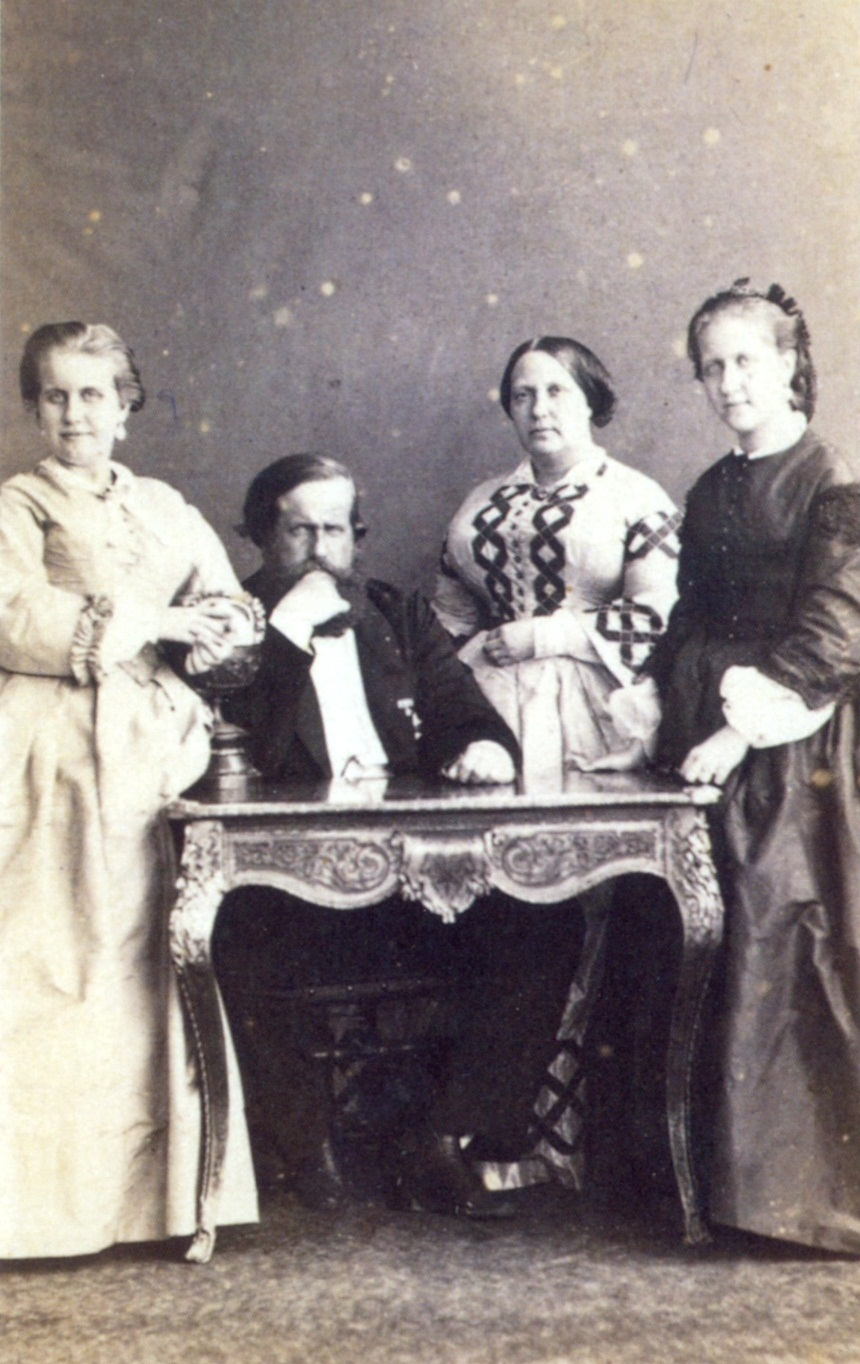
De la stânga la dreapta: Leopoldina, Pedro al II-lea, Teresa Cristina (în jurul vârstei de 41 de ani) și Isabel, c. 1863.

Deși căsătoria a fost tensionată de la început, Teresa Cristina a continuat să încerce să fie o soție bună. Aceasta, împreună cu naștere copiilor, l-au îmblânzit pe Pedro. Cei doi și-au descoperit interese comune și preocuparea pentru copiii lor a creat un sentiment de familie fericită. După nașterea fiului lor, în februarie 1845, împărăteasa a născut copii în iulie 1846, iulie 1847 și iulie 1848 cu numele de Afonso, Isabela, Leopoldina și Pedro.
Nașterile s-au oprit după iulie 1848. În iunie 1847 a murit primul lor copil, Alfonso. După decesul fiului cel mic Pedro în ianuarie 1850 au rămas numai cele două fiice ca moștenitoare a tronului. Deși Constituția permitea unei femei să succeadă la tron, atitudinea în acel moment era că doar un bărbat era capabil să exercite autoritate asupra întregii nații. Teresa Cristina a fost conștientă de obligația ei de a produce un moștenitor de sex masculin și, ca o soție cuminte nu a dat niciodată nici o indicație de a rezista în rolul ei. În afara tragediilor, un alt motiv pentru oprirea perioadei fertile a fost probabil că împăratul era tot mai atras de alte femei care erau frumoase, aveau spirit și inteligență.
Devotamentul Teresei Cristina pentru împărat a rămas ferm, deși ea se temea că avea să fie înlocuită. A continuat să apară cu împăratul în public iar el a continuat să o trateze cu respect și considerație. Împărăteasa nu a fost respinsă sau disprețuită dar relația s-a schimbat. Opinii ei nu mai erau căutate nici chiar pentru problemele de uz casnic; nu i s-a permis să-și construiască o viață independentă în afara palatului. Nu i se permitea nici măcar să-și viziteze fiicele adulte decât în compania împăratului.
Împărăteasa a acceptat rolul ei din ce în ce mai restrâns. Viața ei, datoria și scopul erau încă legate de împărat, deși ea nu a avut nici un interes pentru politică. Își ocupa timpul scriind scrisori, citind, brodând și participând la obligațiile religioase și proiectele caritabile. Prieteniile ei erau limitate la doamnele de onoare și în special la Dona Josefina da Fonseca Costa. Teresa Cristina era plăcută de însoțitoarele ei pentru o bună judecată a caracterului vizitatorilor și curtenilor, modestie, generozitate, amabilitate și pentru faptul că era o mamă și o bunică afectuoasă. S-a  îmbrăcat și a acționat modest, purtând bijuterii doar pentru ocazii de stat și a dat impresia de a fi oarecum tristă.

### Rivalitatea cu Contesa de Barral

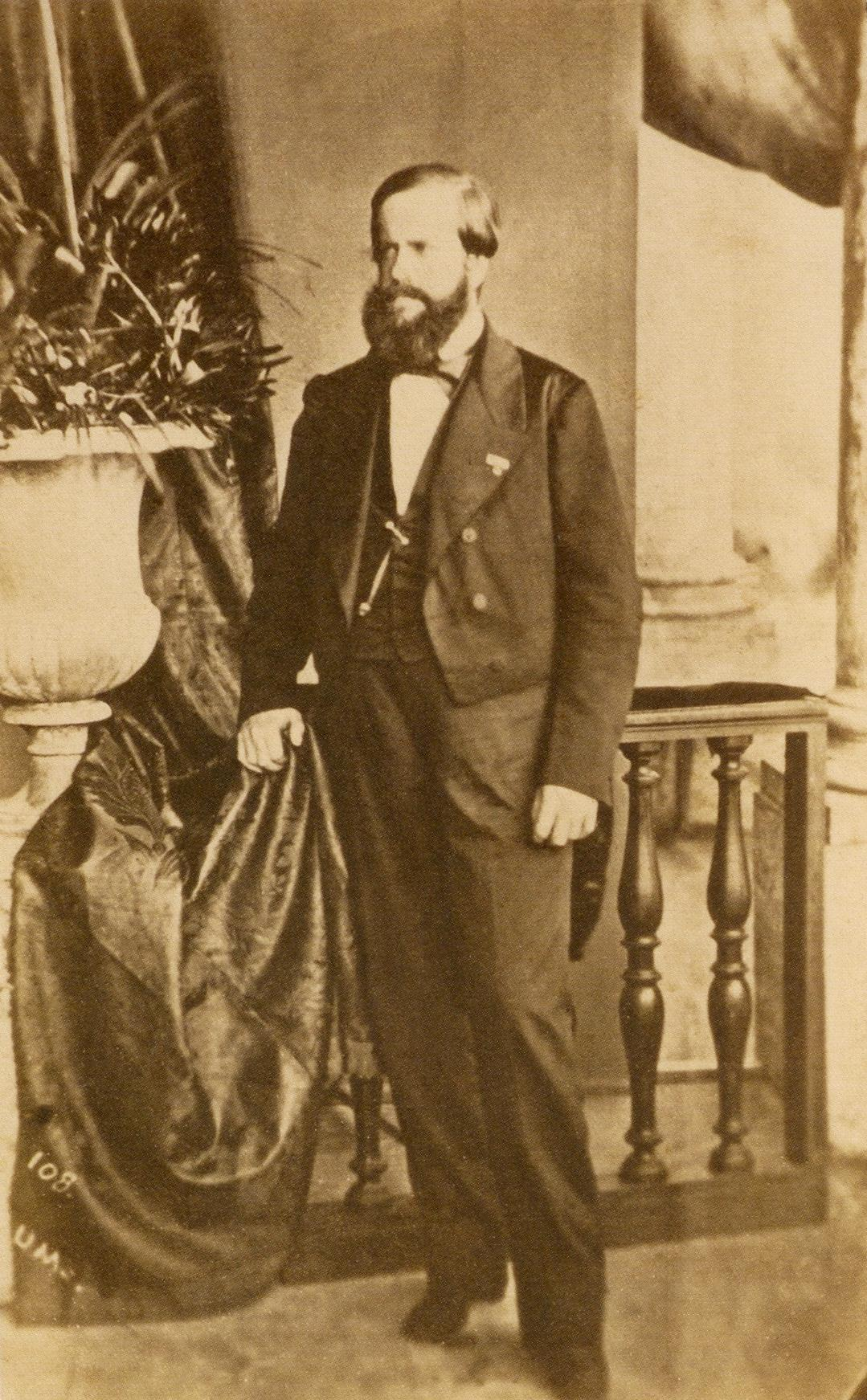
Pedro cu un an înainte de relația cu contesa de Barral.

Pedro al II-lea s-a schimbat considerabil în perioada cuprinsă între plecarea lui Áquila și  a Januariei în 1844 și nașterea ultimului său copil în 1848. Era mai matur și încrezător și nu mai dădea crezare acuzațiilor de comploturi împotriva lui. A învățat să detecteze tentativele de manipulare a deciziilor sale și a respins traficul de influență.
Odată cu trecerea timpului, punctele slabe ale împăratului s-au diminuat și punctele forte de caracter au ieșit în evidență. El a învățat să fie nu numai imparțial și harnic, dar, de asemenea, curtenitor, răbdător și plăcut. Și-a stăpânit emoțiile, niciodată nu și-a pierdut firea sau nu a fost grosolan în public. În timp, a trecut chiar și peste ruptura cu Áquilas. Cel mai important, această perioadă a reprezentat sfârșitul Fracțiunii curtenilor.
Relația dintre Teresa și Pedro n-a fost niciodată pasională. Cu toate acestea, s-a dezvoltat o legătură bazată pe familie, respect reciproc și duioșie. Împărăteasa a fost o soție cuminte, a sprijinit neclintit pozițiile împăratului și nu s-a interpus cu punctele sale de vedere. A fost tăcută pe tema relațiilor lui cu alte femei. La rândul său, ea a fost tratată cu mare respect și nu se punea problema ca poziția ei să fie amenințată sau pusă în discuție.

Teresa Cristina n-a putut să ignore gelozia după ce, la 9 noiembrie 1856, Pedro a numit-o guvernantă pentru fiicele lor pe Luísa de Barros, Contesă de Barral, soția braziliană a unui nobil francez.
Barral a avut toate trăsăturile pe care Pedro al II-lea le-a admirat la o femeie: era fermecătoare, vioaie, elegantă, sofisticată, educată și încrezătoare. Teresa Cristina nu era complet lipsită de interese intelectuale; îi plăceau arta, muzica și arheologia. Împărăteasa a început asamblarea unei colecții de artefacte arheologice din primele ei zile în Brazilia. Însărcinată cu educația și creșterea tinerelor prințese, curând Barral a câștigat atât inima lui Pedro cât și a fiicei lui mai mari, Isabel. Leopoldina nu a fost câștigată și chiar o displăcea. Deși Barral "poate nu a scăpat de îmbrățisările lui Pedro al II-lea", ea "a evitat cu siguranță patul lui".
Cu toate acestea, purtarea împăratului cu contesa a pus-o uneori pe împărăteasă în poziții dificile, cum ar fi atunci când Leopoldina a întrebat-o naiv pe mama de ce tatăl ei a atins piciorul lui Barral în timpul lecției. Creșterea intimității dintre contesă și fiica ei a fost dureroasă și supărătoare pentru Teresa Cristina. Deși ea a simulat ignorarea acestei situații, ea nu a trecut neobservată. Împărăteasa a notat în jurnal că Barral "dorește să mă facă să-i spun că n-o plac dar nu am spus nici da nici nu." Istoricul Tobias Monteiro a scris că "împărăteasa nu a putut ascunde faptul că a detestat-o pe Barral".

## Sfârșitul Imperiului și exilul

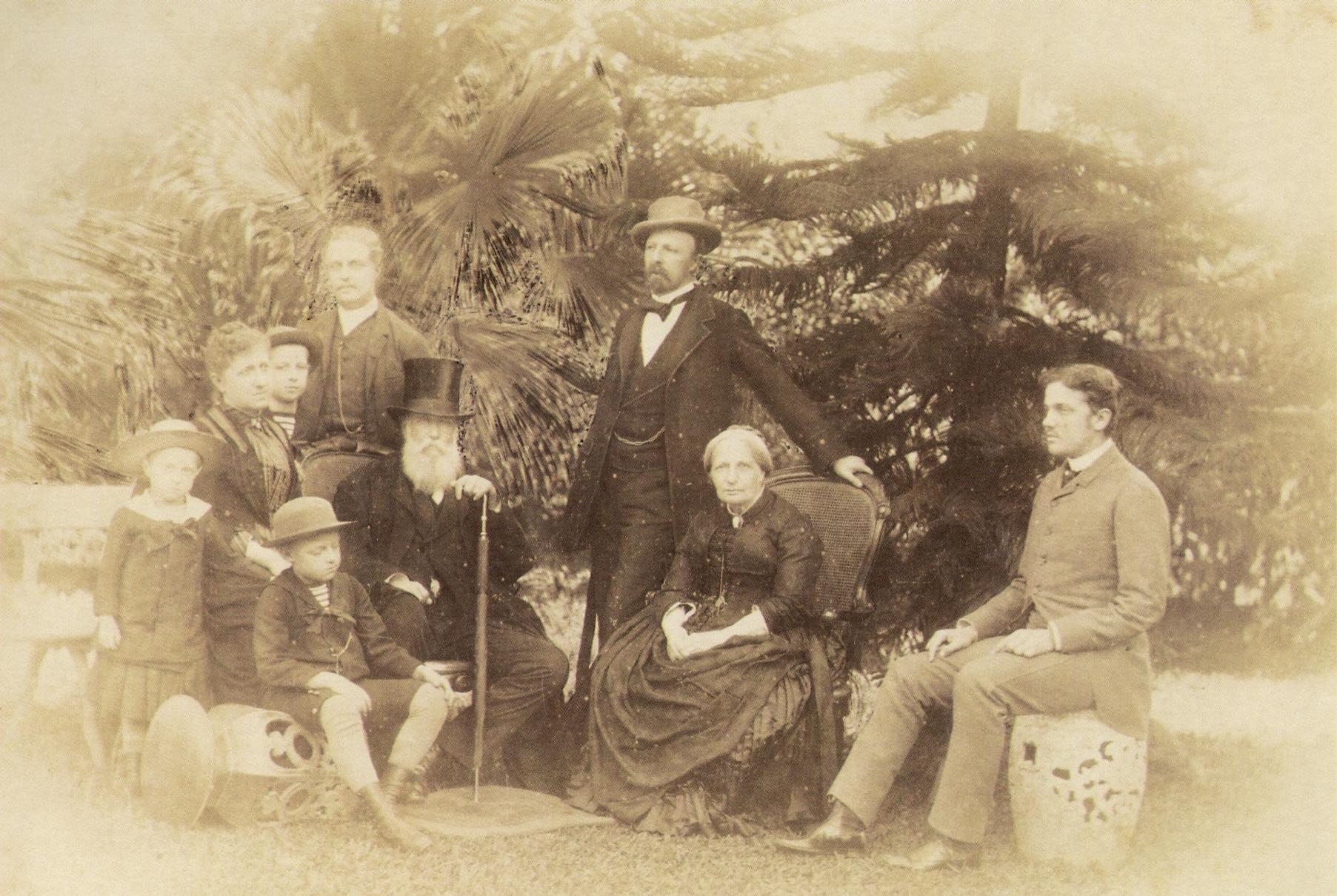
Familia imperială în 1887.

Isabel și Leopoldina s-au căsătorit cu Gaston de Orléans și August de Saxa-Coburg-Kohary la sfârșitul anului 1864. Cum noile cupluri s-au mutat și și-au început noile vieți, Contesa de Barral s-a întors în Franța în martie 1865 unde trăia înainte să fie numită guvernantă a prințeselor. La 7 februarie 1871, Leopoldina a murit de febră tifoidă, devastând întreaga familie imperială.
Pedro a decis să facă o vizită în Europa împreună cu Teresa Cristina pentru "a-și înveseli soția" și pentru ai vizita pe cei patru nepoți de la Leopoldina. Călătoria nu i-a făcut mare plăcere împărătesei care prefera viața din Brazilia. De fapt, vizitând țara natală a avut parte de momente dureroase; familia ei a fost detronată în 1861 și Regatul celor Două Sicilii a fost anexat Regatului Italiei. Toți oamenii pe care îi știa plecaseră. După prima călătorie în Europa, cuplul imperial au adus cu ei pe cei doi nepoți mai mari ai Leopoldinei, Pedro Augusto și Augusto. Ei au fost crescuți ca posibili moștenitori, deoarece Isabel încă nu avea copii.
Liniștea s-a încheiat când trupele armatei rebele l-au detronat pe Pedro al II-lea la 15 noiembrie 1889 ordonând întregii familii imperiale să părăsească Brazilia. Căderea monarhiei braziliene a avut mare impact asupra Teresei Cristina. Potrivit istoricului Roderick J. Barman, "evenimentele din 15 noiembrie 1889 au vătămat-o emoțional și fizic". Împărăteasa iubea Brazilia și locuitorii ei, nu dorea nimic decât să-și sfârșească zilele în Brazilia. La 66 de ani, cu astm cardiac și artrită ea se confruntă cu perspectiva de a-și însoți soțul într-o mișcare neîncetată de-a lungul Europei, petrecându-și ultimii ani ai vieții în locuințe străine și inconfortabile.
 
După o traversare a Atlanticului în care aproape tot timpul s-a simțit rău, Teresa Cristina și familia ei au ajuns la Lisabona, Portugalia la 7 decembrie.

### Decesul
De la Lisabona cuplul imperial a plecat la Porto. Isabel și familia ei ca și Pedro Augusto au călătorit în Spania. La 24 decembrie, familia imperială primește vești despre interzicerea oficială de a intra în Brazilia. Împăratul a scris în jurnal la 28 decembrie 1889: "Vestea a distrus voința D. Teresei Cristina de a trăi"
Lipsită de familia ei, aproape fără companie, în camera rece de hotel, fosta împărăteasă n-a putut rezista atacurilor de astm. La ora două după-amiaza a suferit o insuficiență respiratorie care a dus la stop cardiac.
Pe moarte fiind, i-a spus Mariei Isabel de Andrade Pinto (cumnata marchizului de Tamandaré): "Maria Isabel, nu mor de boală ci de regret și păreri de rău!" Ultimele ei cuvinte au fost: "Mi-e dor de fiica mea și de nepoți. Nu-i pot îmbrățișa pentru ultima oară. Brazilia, țară minunată...acolo nu mă pot întoarce..." La cererea soțului ei, a fost înmormântată la mănăstirea din São Vicente de Fora în apropiere de Lisabona.
Mai târziu, în 1922, rămășițele ei și ale lui Pedro al II-lea au fost aduse în Brazilia cu mare pompă iar în 1939 depuse definitiv la Catedrala Petrópolis.